# Weingarten (Pfalz)
Weingarten (Pfalz) (palat. Wingerde) – miejscowość i gmina w Niemczech, w kraju związkowym Nadrenia-Palatynat, w powiecie Germersheim, wchodzi w skład gminy związkowej Lingenfeld.